# Takács Tamara (kajakozó)
Takács Tamara (Győr, 1996. július 29. –) egyszeres világ- és kétszeres Európa-bajnok magyar kajakozó.

## Pályafutása
A 2014-es ifjúsági világbajnokságon egyes 500 méteren a hetedik helyen ért célba, a 2016-os U23 vb-n kettes 500 méteren (Hagymási Réka) bronzérmes lett. Ugyanebben az évben a felnőtt Európa-bajnokságon egyes és kettes 1000 méteren (Medveczky Erika) a második helyen ért célba. 2017-ben a Szegeden zajló világkupán K1 500 méteren bronzérmes lett, és ezzel a helyezéssel karrierje első érmét szerezte a nemzetközi mezőnyben K1 500 méteren. A 2017-es gyorsasági kajak-kenu Európa-bajnokságon egyes és négyes 500 méteren (Lucz Dóra, Medveczky Erika, Vad Ninetta) első helyen végzett.
2019 júliusában nyilvánosságra hozták, hogy februárban pozitív doppingtesztet produkált, amiért négy évre eltiltották. 2023-ban visszatért, de nem tudott bekerülni a válogatottba. 2024-től török színekben versenyez.

## Díjai, elismerései
Az év magyar kajakozója (2017)